# Adam Jerzy Czartoryski
Príncipe Adam Jerzy Czartoryski (14 de Janeiro de 1770 — 15 de Julho de 1861) foi um estadista e escritor polaco.
Adam era um nobre, filho do príncipe Adam Kazimierz Czartoryski e de Izabela Fleming.